# Naveta des Tudons

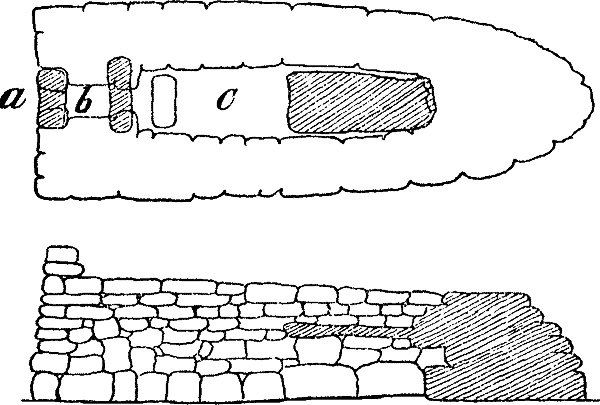
Grundriss und Seitenansicht der Naveta des Tudons (1912)

Die Naveta des Tudons ist eine prähistorische Grabanlage bei Ciutadella auf der spanischen Baleareninsel Menorca. Die in der späten Bronzezeit in Megalithbauweise errichtete Naveta gilt als das bedeutendste Bauwerk der menorquinischen Vorgeschichte.

## Lage
Die Naveta des Tudons befindet sich etwa vier Kilometer östlich von Ciutadella, nicht weit von der Inselhauptstraße Me-1 nach Maó. Vom ausgeschilderten Parkplatz an der Straße ist das Bauwerk bequem zu Fuß zu erreichen. Seit einigen Jahren darf man das Innere der Naveta aus Sicherheitsgründen und zum Schutz der Anlage nicht mehr betreten.

## Grabungsgeschichte
Die Naveta des Tudons ist schon lange bekannt. Pedro Riudavets y Tudury (1804–1891) beschrieb sie zum Beispiel 1883 in seiner Geschichte der Insel Menorca. Im November und Dezember 1959 wurde die Naveta von Lluís Pericot (1899–1978) und Maria Lluïsa Serra (1911–1967) ausgegraben. Im Inneren fand man die Gebeine von etwa einhundert Menschen sowie Grabbeigaben und Bronzeschmuck, die heute im Museu de Menorca in Maó ausgestellt werden. 1960 wurde die Naveta, deren Apsis stark beschädigt war, aufwendig rekonstruiert.

## Beschreibung
Die Naveta ähnelt von außen einem umgedrehten Schiffsrumpf mit dem Grundriss eines langgestreckten Hufeisens. Der „Bug“ ist apsidenförmig gerundet, während das Heck von einer ebenen Fassade gebildet wird. Der „Kiel“ besteht aus waagerecht aufgelegten Steinplatten. Das Bauwerk ist aus großen Steinen ohne Verwendung von Mörtel aufgeschichtet worden.
Über eine mittig angelegte Öffnung in der nach Westen ausgerichteten Fassade gelangt man über eine Stufe in einen kurzen Korridor. Dieser führt in einen Raum, der durch große, von einer Wand zur anderen reichende Steinplatten in zwei übereinander liegende Kammern geteilt wird. Da die Deckplatten mit der Zeit verwittert sind und zahlreiche Löcher aufweisen, fällt Licht in das Innere der Naveta.

## Abmessungen
Ferran Lagarda i Mata gibt die Abmessungen wie folgt an:
- Länge außen: 13,60 m
- Länge des Korridors: 1,37 m
- Länge der unteren Kammer: 7,25 m
- Länge der oberen Kammer: 7,10 m
- maximale Breite außen: 6,40 m
- Breite der Fassade: 5,85 m
- Breite des Korridors: 1,27 m
- Breite der unteren Kammer: 1,87 m
- Breite der oberen Kammer: 1,90 m
- Höhe außen: 4,50 m
- Höhe des Korridors: 3,35 m
- Höhe der unteren Kammer: 2,25 m
- Höhe der oberen Kammer: 0,85 m

## Funktion
Durch die Ausgrabung von 1959 konnte die Naveta des Tudons eindeutig als kollektive Grabanlage identifiziert werden. Die Gebeine wurden nicht im anatomischen Verbund, also als Skelette, gefunden. Das legt den Schluss nahe, dass die Naveta eher die Funktion eines Beinhauses hatte, in dem Sekundärbestattungen durchgeführt wurden. Die gefundenen Grabbeigaben, bronzene Armreifen, Perlen von Halsketten, Punzen, Waffen und Keramikgefäße sind typisch für die Talayotkultur. Ein dreieckiger knöcherner Knopf deutet aber darauf hin, dass die ersten Bestattungen bereits in prätalayotischer Zeit vorgenommen sein könnten. Radiokohlenstoffdatierungen der in der Naveta gefundenen Knochen ergeben eine Nutzungsperiode von etwa 970 bis 840 v. Chr.

## Legende
Nach der Legende lebte vor vielen tausend Jahren, als es noch Riesen auf Menorca gab, ein schönes Mädchen, das sich nicht entscheiden konnte, welchen von zwei Bewerbern es heiraten sollte. So wurde beiden eine Aufgabe gestellt. Wer sie als erster erfülle, sollte die Braut heimführen. Einer der Riesen begann einen Brunnen zu bauen, der andere die Naveta. Als dieser nach vielen Monaten den letzten Stein auf das Bauwerk setzen wollte, hörte er den Freudenschrei seines Rivalen, der endlich auf Wasser gestoßen war. Im Zorn schleuderte er den Stein, der noch heute an der Fassade der Naveta fehlt, in den Brunnen und tötete seinen Nebenbuhler. Daraufhin rannte er davon und wurde nicht mehr gesehen. Das Riesenmädchen blieb unverheiratet.

## Denkmalschutz
Die Naveta des Tudons ist seit 1931 als archäologisches Monument (Monument arqueològic) geschützt. Beim spanischen Kulturministerium ist es unter der Nummer RI-51-0003442 registriert. Die Naveta gehört zu den 24 archäologischen Stätten, die seit 2023 als „Talayotisches Menorca“ zum Weltkulturerbe zählen.